# 루이자의 선택
《루이자의 선택》(영어: What a Way to Go!)은 1964년 개봉한 미국의 블랙 코미디 영화로, J. 리 톰슨이 감독을 맡았다.

## 출연

### 주연
- 셜리 맥클레인
- 폴 뉴먼
- 로버트 미첨
- 딘 마틴
- 진 켈리
- 로버트 커밍스
- 딕 반 다이크

### 조연
- 레지날드 가디너
- 마가렛 듀몬트
- 로우 노바
- 피피 도제이
- 모리스 마삭
- 월리 버논
- 래리 켄트

## 기타
- 미술: 테드 하워스
- 미술: 잭 마틴 스미스
- 의상: 에디스 헤드